# Кнежевина Кокнесе
Кнежевина Кокнесе (руски: Кукейнос (Kukeinos), немачки: Kokenhusen, летонски:Kukonouyes) је била мала вазална држава Полоцке кнежевине на десној обали реке Двине у средњовековној Ливонији (данашња Летонија).

## Историја
Почетком 13. века, када је крсташки ред Ливонијско братство мача, под вођством бискупа Алберта Ришког, почео да заузимају обале Ришког залива, православни кнез Вјачко владао је тврђавом Кокнесе око 100 км узводно.
Према старим изворима, Вјачко је пола своје земље дао бискупу Алберту 1205. године у замену за заштиту од Самогитије. Током једног од њихових напада заробљен је од Ливонаца али је по налогу бискупа ослобођен. Када је бискуп отишао у Немачку Вјачко је подигао буну, убио све Немце у Кокнесу и позвао Полоцк за подршку. Бискуп и његова војска су се брзо вратили а Вјачко је запалио свој замак и побегао у Новгород. До 1209. године Кокнесе је преузело Ливонијско братство мача а суверенитет Полоцка је укинута 1215. године. Витези су контролисали град све док није припојен Ришкој бискупији у 1238. години.
Археолошка ископавања у Кокнесу показала су да је град у 13. веку био насељен углавном латгалима и селонијанцима, док је Словена било веома мало.